# Oliver Ottitsch
Oliver Ottitsch (* 1983 in Graz) ist ein österreichischer Karikaturist und Cartoonist. Er zeichnet seine Werke mit O.Ottitsch.

## Leben
Er wuchs in Graz auf, studierte in Wien und lebt ebendort. Seine Zeichnungen wurden bisher u. a. in Stern, Titanic, Taz, Eulenspiegel, Nebelspalter, Bananenblatt und The American Bystander veröffentlicht.

## Auszeichnungen
- 2013: Karikaturenpreis Pas de deux / Paarlauf des Goethe-Instituts und der Deutschen Botschaft in Paris[2]
- 2013: Cartoonpreis der Deutschen Mathematiker-Vereinigung in Berlin[3]
- 2019: Österreichischer Cartoonpreis (Publikumspreis)[4]
- 2020: Cartoonpreis des "Bissfest"-Satirefestivals in Baden[5]
- 2023 „Geflügelter Bleistift“ in Bronze beim Deutschen Karikaturenpreis[6]

## Veröffentlichungen (Auswahl)
- Kopf hoch! (= Edition Komische Künste). Holzbaum Verlag, Wien 2012, ISBN 978-3-9503097-4-4.
- Noahs Fleischwaren: Cartoons zum Tier&Wir. Holzbaum Verlag, Wien 2013, ISBN 978-3-9503097-9-9.
- Dès Licornes Amoureuse. Holzbaum Verlag, Wien 2014, ISBN 978-3-902980-01-4.
- Gay Nazi Dolphins at a Gang Bang. Holzbaum Verlag, Wien 2014, ISBN 978-3-902980-00-7.
- Fleischerkalender: Immerwährender Wandkalender. Holzbaum Verlag, Wien 2015, ISBN 978-3902980236.
- Endlich Ausrasten. Scherz & Schund Fabrik, Linz 2015, ISBN 978-3-9030550-2-5.
- Sex (= Krixi Nr. 1). Scherz & Schund Fabrik, Linz 2017, ISBN  978-3903055230.
- Krimi (= Krixi Nr. 2). Scherz & Schund Fabrik, Linz 2017, ISBN 978-3903055247.
- Kulinarik (= Krixi Nr. 3). Scherz & Schund Fabrik, Linz 2017, ISBN 978-3903055254.
- Baby (= Krixi Nr. 4). Scherz & Schund Fabrik, Linz 2018, ISBN 978-3903055285.
- Robotik (= Krixi Nr. 5). Scherz & Schund Fabrik, Linz 2018, ISBN 978-3903055339.
- Rausch (= Krixi Nr. 6). Scherz & Schund Fabrik, Linz 2019, ISBN 978-3903055407.
- Tier (= Krixi Nr. 7). Scherz & Schund Fabrik, Linz 2019, ISBN 978-3903055483.
- Tierisches Versagen – Hunde-Cartoon-Kalender 2021. Holzbaum Verlag, Wien 2020, ISBN 978-3-902980-89-2.
- Hellenberg. Verlag der Österreichischen Akademie der Wissenschaften (Akademics, Bd. 6), Wien 2021, ISBN 978-3-7001-8872-8.
- Die Liebe ist stärker als der Tod. Cartoons & Comics. Scherz & Schund Fabrik, Linz 2021, ISBN 978-3-903055-70-4.
- Kopf hoch! Director's Cut. Holzbaum Verlag, Wien 2022, ISBN 978-3-902980-96-0.